# バルフルール
バルフルール（仏: Barfleur、発音:baʁflœʁ）はフランス北西部ノルマンディー地域圏のコタンタン半島に位置する、マンシュ県のコミューン（村）である。

## 歴史
中世においては、バルフルールはイングランドへ渡るための主たる出発地の1つであった。
- 1066年 - ヘイスティングズの戦いに向かうノルマン軍がバルフルールから出発した。
- 1120年 - イングランド王ヘンリー1世のただ一人の息子であるウィリアム王子を乗せた船がバルフルールを出港し、遭難した（ホワイトシップの遭難）。
- 1194年 - イングランド王リチャード1世は、神聖ローマ帝国皇帝ハインリヒ6世の幽閉から解放されてイングランドへ帰還する際、バルフルールから出発した。
- 1692年 - 近くのバルフルール岬沖でイングランドとの大規模な海戦（バルフルール岬の海戦）が行われた。

## 豆知識
- およそ2マイル（3.2 km）北にバルフルール岬があり、高さ233フィート（71 m）の灯台がある。
- 村の名をとって名づけられたフェリー船が、近くのシェルブール＝オクトヴィルとイギリスのプールの間を運航している。